# Wzorzec miary
Wzorzec miary – urządzenie przeznaczone do odtwarzania lub dostarczania
jednej lub wielu znanych wartości danej wielkości fizycznej w sposób niezmienny
podczas jego stosowania.